# محمدصادق صادقی
محمدصادق صادقی (زادهٔ ۱۳۳۹ در علی‌آباد کتول) نمایندهٔ حوزهٔ انتخابیهٔ علی‌آباد کتول در دورهٔ ششم مجلس شورای اسلامی بوده‌است.